# Consell Regional (França)
Consell Regional (en francès Conseil régional) és l'assemblea deliberant de les regions de França. Des de 1986 els seus membres són elegits per sufragi universal directe. La durada del mandat és fixat pel Codi Electoral. Des de les eleccions regionals franceses de 2010 el mandat electoral és de quatre anys. Excloent aquesta excepció, la durada del mandat és de sis anys des de 1985.
El Consell Regional regula els afers de la regió. Exerceix les competències, especialment en el camp d'acció econòmica. El seu president exerceix les funcions executives.

## Història
L'actual divisió administrativa regional de França data de 1956. Després d'un referèndum (del 27 d'abril de 1969) que va rebutjar un projecte de llei constitucional que disposava la creació d'una nova categoria dins les autoritats locals, la Regió. Tanmateix, el govern va decidir iniciar un procés de regionalització més modest. Així es crearen els Consells Regionals (inicialment anomenats Establiments Públics Regionals (EPR) per la Llei de 5 de juliol de 1972; aleshores eren formats pels parlamentaris de la regió i per un nombre igual de representants designats pels consells generals i els municipis importants.
Cada any votaven un pressupost limitat, format per algunes taxes impositives (permís de conduir, taxa addicional en targetes grises) i endeutament, i que és destinat al finançament dels equipaments d'interès general. Però era el prefecte regional, representant de l'estat, qui s'encarregava d'aplicar les decisions del consell regional. Al costat del Consell Regional hi havia el Consell Econòmic i Social regional (rebatejat el 1992 com a Consell Econòmic, Social i Ambiental), assemblea composta per representants dels diferents sectors econòmics i socials. El seu paper és merament consultiu, i es tradueix en l'assistència al Consell regional de destinació i la realització d'informes i estudis. Posteriorment, els partits polítics i l'opinió pública han mostrat un creixent interès en aquest nivell de col·lectivitat.
El 1982-1983, en un nou marc de descentralització, l'Estat transferí un nombre de competències als Consells Regionals (escoles secundàries i de formació professional). En 1986 la regió deixà de ser una simple institució públicaa nivell regional per a convertir-se en una col·lectivitat local de ple dret. L'existència d'aquesta nova autoritat local regional és recollida de forma explícita en la Constitució francesa.
La reforma constitucional de 2003 introdueix una nova etapa en la descentralització i ha estat qualificada com a segon acte de la descentralització.

## Funcionament
El consell regional aprova el seu reglament intern, que determina el nombre, les competències i el funcionament dels comitès.
Des 1986, els consellers regionals, el nombre dels quals varia en funció de la població de la regió (de 31 membres a la Guaiana Francesa a 209 membres d'Illa de França), són elegits per sufragi universal directe cada sis anys. Poden ser reelegits. Són elegits en les llistes fetes en eleccions a nivell departamental.
Els consellers regionals elegeixen el President Regional. Aquest últim presideix les reunions i també, des de 1982, deté el Poder Executiu. És responsable de promulgar i fer complir les decisions pressupostàries, i està autoritzat a nomenar als responsables dels serveis transferits.
Els consells regionals tenen les mateixes condicions de funcionament que els consells generals:
- Sessions plenàries almenys una vegada al trimestre, a iniciativa del president o a petició del Comitè Permanent o d'un terç dels membres amb un ordre del dia determinat;
- Informació proporcionada per l'informe dels assessors regionals en cadascun dels casos presentats per a la seva discussió, com a mínim dotze dies abans de la reunió;
- Reunions obertes al públic, excepte en cas de debat tancat decidit per la junta en cas de possibles disturbis; el president podrà exercir el seu poder de "policia de reunions" i restringir l'accés del públic als debats.

En cas d'inoperativitat, el govern pot dissoldre el consell regional per decret en Consell de Ministres.
De manera similar a la dels consells generals, la comissió permanent és una branca del Consell Regional, composta pel president i els vicepresidents del Consell Regional. El consell pot delegar algunes de les seves funcions, llevat de les relatives a la votació del pressupost i l'aprovació del compte administratiu (pressupost executat). El Comitè Permanent substitueix de fet el consell en les reunions.

## Competències
Les principals competències del Consell Regional són:
- Gestionar les ajudes a l'economia i al desenvolupament.
- Desenvolupament territorial: signar el contracte de projecte estat-regió amb l'estat i l'esquema regional de distribució i desenvolupament del territori (SRADT), esquemes interregionals del mar i de la muntanya i gestió dels fons estructurals de la Unió Europea (a Alsàcia).
- En educació, gestió dels liceus i del personal no docent al seu servei.
- Medi ambient: Pla regional per a la qualitat de l'aire, parcs naturals regionals i reserves naturals regionals.
- Organització dels transports ferroviaris regionals.
- Gestió de les estructures d'alguns ports i aeroports.

## Forma d'escrutini
Des de 1986, els consellers regionals són elegits per sufragi universal directe cada sis anys, amb possibilitat de ser reelegits. La circumscripció electoral és el departament. Des de 1982 també elegeixen el president del Consell Regional, qui president l'executiu regional.

### Les votacions abans de 2004
Fins a les eleccions regionals franceses de 1998, els membres del Consell Regional van ser elegits en una llista de partit dins el marc del departament.
L'aplicació d'aquest sistema de votació ha donat lloc a dificultats de governa les regions, a causa de la dificultat d'establir una majoria clara. En particular, el Front Nacional ha estat sovint el principal partit en l'elecció. Per aquest motiu el sistema de votació ha estat reformat per lleis posteriors de 1999 i 2003.

### El sistema de votació actual
El mode d'escrutini majoritari a primera volta va ser utilitzat per primera vegada a les eleccions regionals franceses de 2004, i comportà la formació de més majories estables que abans.
El sistema de votació es defineix en els articles 338 i 338-1 del codi electoral francès. Es tracta de l'elecció d'una llista a dues voltes.
Les llistes tenen caràcter regional, però amb seccions específiques per a cada departament. Ha de ser-hi respectat el principi de paritat, és a dir, ha d'incloure candidats suplents de diferent sexe. Si cap llista obté la majoria absoluta dels vots emesos a la primera volta, es durà a terme una segona volta es porta a terme amb les llistes que a la primera volta hagin superat el 10% dels vots emesos.
L'assignació d'escons es fa basant-se en les eleccions municipals. La quarta part dels escons s'assignen a la llista principal (prima de majoria); els altres escons s'assignen a totes les llistes que hagin obtingut més d'un 5% dels vots emesos, en proporció als resultats. Per a la llista guanyadora aquests escons se sumen als que ha obtingut com a prima de majoria.
Dins de cada llista, els escons es distribueixen entre les diferents seccions departamentals d'acord amb els vots obtinguts per la llista a cada departament. La distribució té en compte els votants i no els habitants.

## L'estatut de conseller regional
Les retribucions màximes del president d'un consell regional són de 5.441 € al mes.
Per als consellers regionals, les retribucions varien en funció del nombre d'habitants.
- Menys de 1.000.000 habitants : 1.501 € al mes
- De 1.000.000 a 2.000.000 habitants : 1.877 € al mes
- De 2.000.000 a 3.000.000 habitants : 2.251 € al mes
- Més de 3.000.000 habitants : 2.626 € al mes

## Evolució dels consells regionals
Des de la seva constitució, els han estat confiades o transferides cada cop més noves competències en matèria de desenvolupament territorial o medi ambient. Després de la Grenelle de l'environment i dins el marc de la plena optimització del procés de descentralització, l'Associació de les Regions de França va publicar el 6 de desembre de 2007 un Llibre blanc de les regions pel desenvolupament durador, en el que es proposa que les regions han de tenir el rol de coordinadors i caps de fila en matèria ambiental.
El setembre de 2009 el govern ha engegat una reforma de les col·lectivitats territorials que preveu la substitució dels consellers regionals i generals pels consellers territorials. És previst que aquesta reforma es posi en marxa a partir de les eleccions regionals de 2014.

## Llista dels Consells regionals
| Consell Regional d'Alsàcia Consell Regional d'Aquitània Consell Regional d'Alvèrnia Consell Regional de Baixa Normandia Consell Regional de Borgonya Consell Regional de Bretanya Consell Regional del Centre Consell Regional de Xampanya-Ardenes Assemblea de Còrsega Consell Regional del Franc Comtat Consell Regional de la Guadalupe Consell Regional de la Guaiana Francesa Consell Regional d'Alta Normandia | Consell Regional d'Illa de França Consell Regional del Llenguadoc-Rosselló Consell Regional del Llemosí Consell Regional de Lorena Consell Regional de Martinica Consell Regional de Migdia-Pirineus Consell Regional del Nord-Pas-de-Calais Consell Regional del País del Loira Consell Regional de Picardia Consell Regional de Poitou-Charentes Consell Regional de Provença-Alps-Costa Blava Consell Regional de la Reunió Consell Regional de Roine-Alps |